# オールド・イエロー・ムーン
| 専門評論家によるレビュー     | 専門評論家によるレビュー    |
| 総スコア                     | 総スコア                    |
| 出典                         | 評価                        |
| ---------------------------- | --------------------------- |
| Metacritic                   | (7.5/10) 75/100, 14 critics |
| レビュー・スコア             |                             |
| 出典                         | 評価                        |
| オールミュージック           | link                        |
| Aftonbladet                  | link                        |
| ペースト                     | link                        |
| Rock Cellar                  | link                        |
| ローリング・ストーン Germany | link                        |
| Slant Magazine               | link                        |
| Stereo Subversion            | B+ link                     |
| インデペンデント             | link                        |
| Uncut                        | link                        |
| USAトゥデイ                  | link                        |
| Vue Weekly                   | link                        |

『オールド・イエロー・ムーン』(Old Yellow Moon) は、アメリカ合衆国のカントリーミュージックシンガーソングライターであるエミルー・ハリスとロドニー・クロウエルによるグラミー賞受賞のコラボレーションアルバムであり、米国ではノンサッチ・レコードから2013年2月26日にリリースされた。ハリスとクローウェルのそれぞれにとって27枚目と10枚目のスタジオ・アルバムでるとともに、ハリスのノンサッチ・レコードにおける5枚目のアルバムでもある。
製作はハリスの元夫で長年のプロデューサーでもあるブライアン・エイハーンが担当し、『オールド・イエロー・ムーン』は2012年にナッシュビルのイースタン・アイランド・サウンドズとロニーズ・プレイスで録音された。

## アルバム情報
『オールド・イエロー・ムーン』は、エミルー・ハリスとロドニー・クロウエルの数多い共同プロジェクトの最新作であり、さらにアルバム全体を共作した最初のアルバムとなる。二人のアーティストが何度も述べているように、デュエットアルバムは長い間計画されていた。ハリスの2007年のボックスセット『ソングバード』のライナーノートに「34年間デュエットレコードの話をしてきましたが、それをやると誓います」とハリスは書いている。
このアルバムがリリースされる40年近く前の1974年に会った2人は、クロウエルが書いた "Bluebird Wine" を録音することで、ほぼ瞬時に共同作業を開始した。この曲はハリスの1975年のアルバム『緑の天使』のオープニング・ナンバーになり、『オールド・イエロー・ムーン』のためにわずかに変更された歌詞とロドニー・クロウエルによるリードボーカルで再レコーディングされた。
1975年、クローウェルはハリスのバッキングバンド「ホット・バンド」の一部となった。そのため、クローウェルはハリスとツアーを行い、1970年代と1980年代のほとんどのハリスのアルバムで参加ミュージシャンとして紹介されている。また、エミルー・ハリスは "I Ain't Living Long Like This"、"Leaving Louisiana in the Broad Daylight" および "Till I Gain Control Again" のようなクロウエルの曲を約20曲レコーディングしてきた。ハリスは好意を返し、1978年にリリースされたクローウェルのデビューLP Ai n't Living Long Like This でバックボーカリストおよびミュージシャンとして際立った演奏をしている。
このディスクは、ハリスのもう1つのトップ10カントリーアルバムであり、2014年に「Best Americana Album」で第13回グラミー賞を受賞した。

### 曲の情報
- オールド・イエロー・ムーン』の一般公開された最初の曲は、2012年12月にYouTubeにアップロードされたオープニングナンバー "Hanging Up My Heart" だった。
- このレコードのほとんどの部分では、前述の "Bluebird Wine" や、1979年にエミルーとジョージ・ジョーンズが『My Very Special Guests』アルバム用に録音した、クロウェル作の "Here We Are" などの古い曲を再び訪れている。
- また、ロジャー・ミラーの "Invitation To The Blues" も収録されている。これは、1958年にレイプ・ライスによって米国のトップ3ヒットを記録している。
- "Spanish Dancer" は1993年にPatti Scialfaがランブル・ドールために書いて録音したものである。『オールド・イエロー・ムーン』では、この歌は典型的なエミルーのバラードとなっている。マトラカ・ベルクの1997年のシングル "Back When We Were Beautiful" では、エミルーが老女を表現力たっぷりに描写している。
- クローウェルが一部執筆した "Open Season on My Heart" は2004年にティム・マグロウがアルバム『Live Like You Were Dying』のために録音した曲である。
- "Chase The Feeling" では "Black Caffeine" とともに、アルバムの他のトラックとはやや異なる「硬い」サウンドを提供している。クリス・クリストファーソンによって書かれ、2006年のアルバムThis Old Roadでリリースされた。
- "Dreaming My Dreams" は1990年代初頭にハリスのアルバムを絶賛された『カウガールズ・プレイヤー』や『アット・ザ・ライマン』など数枚をプロデュースしたアラン・レイノルズによって書かれたもともと "Dreaming My Dreams" という曲は、ウェイロン・ジェニングスのトップ10ヒットであり、ジェニングスの22枚目のアルバムのタイトルとなっている。
- "Bull Rider" はジョニー・キャッシュのためにクローウェルによって書かれた。彼は1979年のアルバムSilverのためにこの曲を録音した。1980年にシングルでリリースされたとき、この歌は最終的に米国カントリーチャートで66位に達した。
- アルバムのタイトルトラックは、1970年代のハリスの「ホット・バンド」のもう1人のメンバーであるハンク・デヴィートによって作曲された。

## トラックリスト
| #         | タイトル                                                     | 作詞  | 作曲・編曲 | 時間 |
| --------- | ------------------------------------------------------------ | ----- | ---------- | ---- |
| 1.        | 「Hanging Up My Heart」(Hank DeVito)                         |       |            | 2:52 |
| 2.        | 「Invitation to the Blues」(Roger Miller)                    |       |            | 3:38 |
| 3.        | 「Spanish Dancer」(Patti Scialfa)                            |       |            | 3:44 |
| 4.        | 「Open Season on My Heart」(Rodney Crowell, James T. Slater) |       |            | 3:41 |
| 5.        | 「Chase the Feeling」(Kris Kristofferson)                    |       |            | 3:31 |
| 6.        | 「Black Caffeine」(Donivan Cowart, DeVito)                   |       |            | 3:23 |
| 7.        | 「Dreaming My Dreams」(Allen Reynolds)                       |       |            | 3:18 |
| 8.        | 「Bluebird Wine」(Crowell)                                   |       |            | 2:56 |
| 9.        | 「Back When We Were Beautiful」(Matraca Berg)                |       |            | 3:40 |
| 10.       | 「Here We Are」(Crowell)                                     |       |            | 3:15 |
| 11.       | 「Bull Rider」(Crowell)                                      |       |            | 3:05 |
| 12.       | 「Old Yellow Moon」(DeVito, Lynn Langham)                    |       |            | 3:37 |
| 合計時間: | 合計時間:                                                    | 40:40 |            |      |

## パーソネル
- エミルー・ハリス – ボーカル、アコースティックギター、タンバリン
- ロドニー・クロウエル – ボーカル、アコースティックギター

### 追加のミュージシャン
- Brian Ahern – acoustic bass, acoustic guitar, electric baritone guitar
- James Burton – electric guitar
- Chad Cromwell – drums
- Dennis Crouch – bass
- Stuart Duncan – banjo, fiddle, mandolin
- Larry Franklin – fiddle
- Paul Franklin – steel guitar
- Vince Gill – classical guitar, vocals
- Marco Giovani – drums
- Emory Gordy, Jr. – bass
- Glen Hardin – electric piano
- John Hobbs – piano
- Jim Hoke – accordion
- Jedd Hughes – electric guitar
- David Hungate – double bass, bass guitar
- John Jorgenson – electric guitar, mandolin
- Lynn Langham – piano
- Bill Payne – Hammond B-3 organ, piano
- Mickey Raphael – bass harmonica
- Michael Rhodes – bass
- Steuart Smith – electric slide guitar, electric guitar, mandocello
- Tommy Spurlock – steel guitar
- John Ware – drums
- Reese Wynans – piano

### 録音スタッフ
- ブライアン・エイハーン – プロデューサー
- シャノン・エイハーン – 制作アシスタント
- チャック・アインレイ – エンジニア
- ジョン・ボールドウィン – アシスタントエンジニア
- ドニヴァン・コウォールト – エンジニア
- ボブ・ルドウィグ – マスタリングエンジニア
- ノーランド・オボイル – アシスタントエンジニア

## チャート
| チャート（2013）                            | ピーク ポジション |
| ------------------------------------------- | ----------------- |
| ベルギーのアルバムチャート（フランダース）  | 38                |
| ベルギーのアルバムチャート（ワロン）        | 115               |
| デンマークのアルバムチャート                | 32                |
| オランダのアルバムチャート                  | 22                |
| フランスのアルバムチャート                  | 123               |
| ドイツのアルバムチャート                    | 71                |
| アイルランドの個人アーティストアルバム      | 33                |
| ニュージーランドアルバムチャート            | 24                |
| ノルウェーのアルバムチャート                | 6                 |
| スウェーデンのアルバムチャート              | 12                |
| スイスアルバムチャート                      | 47                |
| UK Albums Chart                             | 42                |
| 英国カントリーアルバムチャート              | 1                 |
| 米国ビルボード 200                          | 29                |
| 米国のビルボード トップカントリーアルバム   | 4                 |
| アメリカのビルボード トップフォークアルバム | 3                 |